# Ghiacciaio McLin
Il ghiacciaio McLin è un ghiacciaio situato sulla costa di Oates, nella regione nord-occidentale della Dipendenza di Ross, in Antartide. In particolare, il ghiacciaio, il cui punto più alto si trova a circa 1400 m s.l.m., ha origine a nord-ovest del nunatak McKenzie, nella parte centrale dei monti Bowers, dove è in parte alimentato dal nevaio Edlin, e fluisce verso nord-est fino a unire il proprio flusso a quello del ghiacciaio Graveson.

## Storia
Il ghiacciaio McLin è stato così battezzato dal reparto settentrionale della Spedizione neozelandese di ricognizione geologica in Antartide svolta nel 1967-68, in onore del tenente comandante della marina militare statunitense Robert D. McLin, che durante quella stagione era al comando di un LC-130 Hercules in Antartide.